# محمد سليم رياض
محمد سليم رياض (21 نوفمبر 1932 بوإسماعيل شمال الجزائر - 27 يونيو 2016 بناربون جنوب فرنسا) مخرج سينمائي وكاتب سيناريو جزائري، 
أخرج عدة أفلام مشهورة مثل «الطريق» (1968) و «سنعود»(1972) و «ريح الجنوب» (1975) و«حسان طاكسي» (1982) وغيرها وأفلام قصيرة مثل الموظفون التائهون، الشمس ومتيجة. كما شغل منصب مدير عام المركز الجزائري لفن الصناعة السينمائية، كما كان عضوا بالجمعية الفنية السينمائية أضواء.
عمل في بداياته في مجال التصوير قبل أن يسافر إلى فرنسا. وإبان الثورة التحريرية (1954- 1962)، كان عضوا بفيدرالية جبهة التحرير الوطني في فرنسا، حيث سجنته السلطات الاستعمارية قبل أن ترحله إلى سجونها بالجزائر. 
في الستينات وبعد استقلال الجزائر، بدأ العمل السينمائي، حيث أخرج حوالي 10 أفلام قصيرة. ليتحول إلى إخراج أفلامه الروائية الطويلة مع بداية من السبعينات.

## الجوائز والتكريم
نال العديد من الجوائز عن أعماله السينمائية داخل الجزائر وخارجها. جرى تكريمه سنة 2011 في مهرجان وهران للفيلم العربي.

## الأعمال
أخرج عدة أفلام منها
- 1966 : الشمس ومتيجة (فيلم قصير)
- 1967 : Ronds de cuir (فيلم قصير)
- 1968 : الطريق (فيلم 1968)
- 1969 : المفتش الطاهر (فيلم)
- 1975 : ريح الجنوب (فيلم)
- 1978 : تشريح مؤامرة (فيلم)
- 1979 : Morte la longue nuit, وثائقي بالتعاون مع غوتي بن ددوش
- 1982 : حسان طاكسي